# Теребель
 Теребель (біл. вёска Церабель) — село в складі Пуховицького району Мінської області, Білорусь. Село підпорядковане Новопольській сільській раді, розташоване в центральній частині області.